# Hitachi Magic Wand
El Magic Wand (varita mágica) (antes conocida como Hitachi Magic Wand), también conocida como True Magic Wand, Magic Wand Original, Vibratex Magic Wand y Original Magic Wand, es un vibrador de varita que funciona con corriente alterna. Se fabricó originalmente para aliviar la tensión y relajar los músculos doloridos; sin embargo, es más conocido por su uso como juguete sexual. La empresa japonesa Hitachi lo comercializó en Estados Unidos en 1968. La educadora sexual Betty Dodson popularizó su uso como vibrador y ayuda para la masturbación femenina durante el movimiento sex-positive de finales de los sesenta. Funciona eficazmente como vibrador clitoriano para alcanzar el orgasmo. La varita mide 30 cm (12 pulgadas) de largo y pesa 540 g (1,2 libras). Su cabezal de goma de 64 mm (2,5 pulgadas) estimula el clítoris.
Hitachi afirma que su único uso previsto es el cuidado de la salud. El director nacional de ventas de Hitachi afirmó que «enfocamos los masajeadores como artículos de cuidado personal... la gente que contratamos sabe para qué sirve sin que tengamos que decirlo». Hitachi tuvo un conflicto con su distribuidor estadounidense en 2000 y dejó de vender el dispositivo brevemente, hasta que llegó a un nuevo acuerdo con el distribuidor Vibratex. La Magic Wand apareció en un episodio de 2002 de Sexo en Nueva York. Hitachi cesó la producción del dispositivo en 2013 por temor a que el nombre de la empresa fuera asociado a un juguete sexual. Vibratex convenció a la empresa para que siguiera fabricándolo bajo el nombre de «Original Magic Wand», omitiendo el nombre de Hitachi. En 2014, la empresa utilizó el nombre «Magic Wand Original».
Los académicos han investigado su uso para el tratamiento del trastorno de la excitación sexual en la mujer (DSH) y la anorgasmia crónica, una disfunción sexual en la que una persona no puede alcanzar el orgasmo. La revista Journal of Consulting and Clinical Psychology publicó en 1979 un estudio en el que se concluía que el tratamiento autoadministrado y el uso de la Magic Wand eran el mejor método para alcanzar el orgasmo. En 2008, The Scientific World Journal publicó una investigación en la que se descubría que más del 93% de un grupo de 500 mujeres con anorgasmia crónica podían alcanzar el orgasmo utilizando el Magic Wand y el Método Betty Dodson. El dispositivo se utilizó en estudios de muchas aplicaciones, incluidos artículos publicados en Dermatology Online Journal, Journal of Applied Physiology, Experimental Brain Research, Neuroscience Letters y Journal of Perinatal & Neonatal Nursing.
El Magic Wand ha sido denominado alternativamente como el Cadillac o el Rolls-Royce de los vibradores, así como la madre de todos los vibradores. Las consejeras Bettina Arndt, Laura Berman, Gloria Brame y Ruth Westheimer (Dra. Ruth) recomendaron el dispositivo a las mujeres, y la revista Cosmopolitan informó de que el Magic Wand era el vibrador más sugerido por los terapeutas sexuales. En 2005, los lectores de Mobile Magazine votaron al Magic Wand como "el mejor artilugio de todos los tiempos". La película Hysteria, de Tanya Wexler, presentaba el dispositivo y mostraba la evolución del vibrador. Engadget definió al Magic Wand como "el juguete sexual más reconocible del planeta".

## Diseño y características

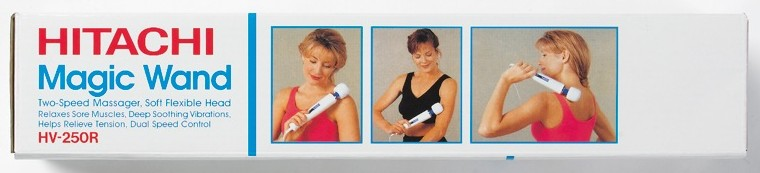
Hitachi registró el Magic Wand para uso comercial en la Oficina de Patentes y Marcas de Estados Unidos el 25 de abril de 1968.

El dispositivo mide 30 cm de largo y pesa 540 g. La estimulación muscular y nerviosa se realiza mediante el cabezal de goma de 6,4 cm de largo, que está unido al cuerpo principal del masajeador a través de un cuello flexible. El aparato lleva un cable de 1,8 m para alimentarse de la red eléctrica con corriente alterna y necesita 120 voltios. No lleva pilas. El masajeador proporciona dos velocidades de vibración -nominalmente 5.000 y 6.000 rpm, equivalentes a 83 Hz y 100 Hz- que se controlan mediante un interruptor situado en su cuerpo.  Una investigación publicada en la revista Sexual and Relationship Therapy informó de que el Magic Wand funcionaba a frecuencias de 89 Hz y 101 Hz. Su desplazamiento se midió en 0,45 mm (0,018 pulgadas), con una aceleración de 185,7 μg (0,002866 gr). El dispositivo no fue diseñado originalmente como una ayuda para la estimulación sexual, y tiene algunas deficiencias cuando se utiliza para este propósito. Aparte de su tamaño, volumen, y su dependencia de una fuente de alimentación de red que limita su portabilidad, no es impermeable o resistente al agua, y se sobrecalienta cuando se utiliza durante más de 25 minutos. No funciona bien en tomas de corriente en todos los países a nivel internacional.
Debido a la popularidad del Magic Wand, se pusieron a la venta varios accesorios con diferencias en el color, el patrón de los clavos y el material. Tales accesorios han sido producidos por muchas empresas sin vínculos con Hitachi. Sin accesorios, el dispositivo funciona eficazmente como un vibrador de clítoris, capaz de llevar a las mujeres al orgasmo. Existen accesorios que se colocan en la parte superior del dispositivo y se utilizan para excitar el clítoris. Un accesorio llamado «Wonder Wand» permite a las mujeres sentir las vibraciones en lo más profundo de la vagina. Según un artículo publicado en Dermatology Online Journal, «The Wonder Wand» está fabricado con un material plástico de consistencia homogénea y fácil de limpiar después de su uso. Existen accesorios de silicona diseñados para ayudar con las sensaciones de penetración o para modificar la textura del dispositivo. Un accesorio llamado «G-Spotter» se coloca sobre el dispositivo de la misma forma y lo convierte en un vibrador del punto G. El «Gee-Whiz» (también denominado «G-Whiz») es un tipo de accesorio similar que se utiliza para estimular el punto G. El «Flutter Tip Wand Attachment» se puede colocar sobre el dispositivo y se puede utilizar para imitar la sensación del cunnilingus. El «Liberator Axis» es una almohada de refuerzo que estabiliza el Magic Wand para que el usuario no tenga que sujetarlo con las manos durante su uso. Los accesorios han sido vendidos por Betty Dodson en su página web, que proporciona instrucciones ilustradas sobre su uso con el Magic Wand.  El masajeador se puede utilizar sin accesorios para los hombres o con el accesorio «G-Whiz»; cuando se sujeta en el pene puede estimular sensaciones placenteras en la próstata. Un accesorio fabricado por una empresa no afiliada proporciona una tapa que encaja en la parte superior del dispositivo para que pueda funcionar como una funda de masturbación masculina. En Japón, se vende un accesorio para que los hombres estimulen la próstata a través del recto.

## Historia

### Debut como masajeador
Hitachi registró el Magic Wand para uso comercial en la Oficina de Patentes y Marcas de los Estados Unidos el 25 de abril de 1968. Hitachi Ltd. registró la marca del Magic Wand. Se puso a disposición del mercado de masas en los EE. UU. durante la década de 1970 y se anunció como un dispositivo para ayudar con las técnicas de masaje.  Es eficaz para aliviar el dolor asociado con los dolores de espalda, y está registrado en la Administración de Alimentos y Medicamentos como un dispositivo de medicina física bajo la clasificación de masajeador eléctrico terapéutico. El uso declarado del Magic Wand es el alivio y la relajación de los músculos doloridos y los nervios, el alivio de la tensión, y la rehabilitación después de lesiones deportivas.

### Educación sobre la masturbación femenina

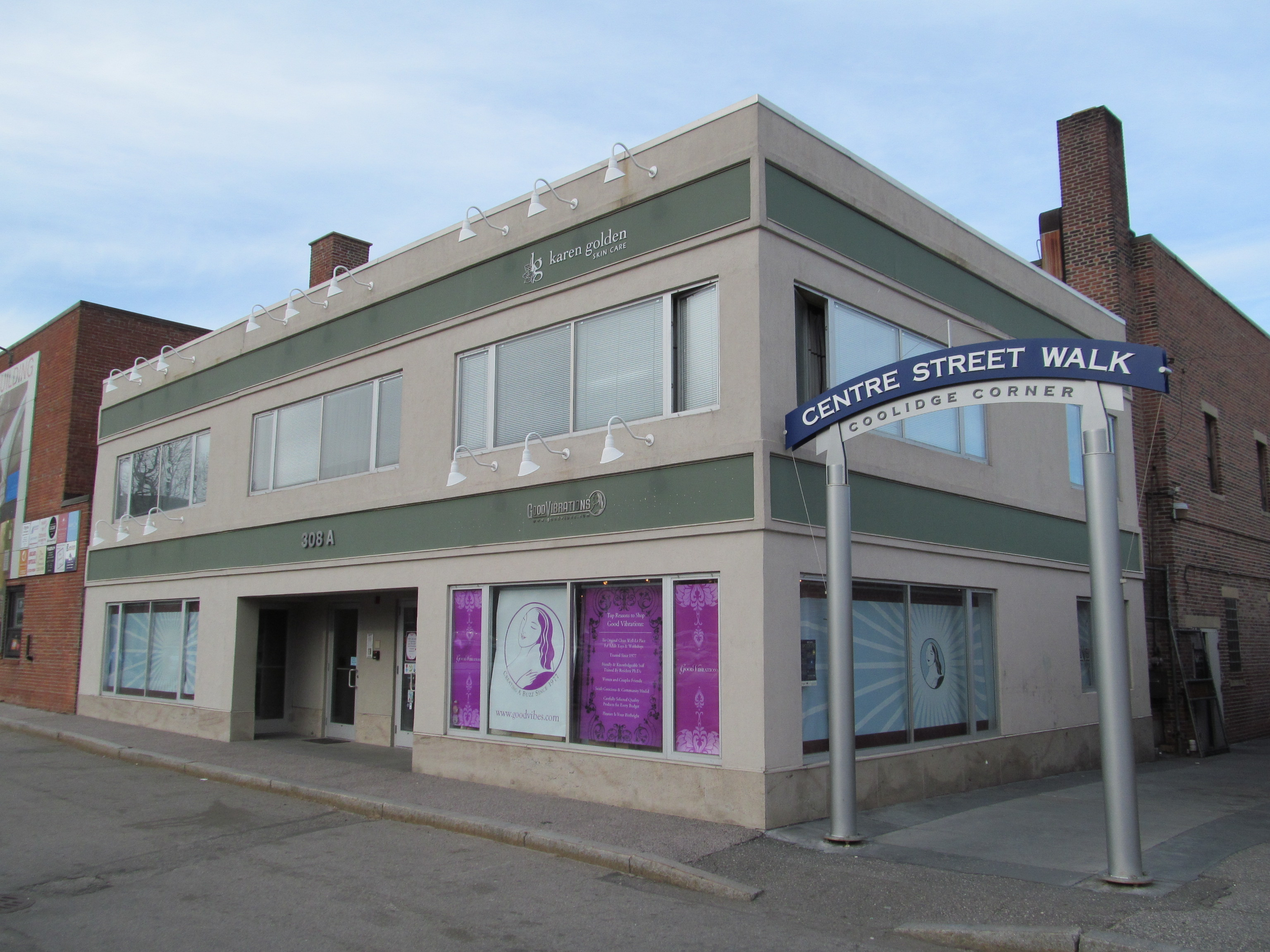
El Magic Wand ha sido un éxito duradero en la tienda erótica Good Vibrations desde su apertura en 1977.

El Magic Wand ha tenido un gran éxito comercial como vibrador, una ayuda para la masturbación femenina. Su popularidad para este fin se asocia a la artista y educadora sexual estadounidense Betty Dodson, que lo utilizaba en demostraciones y clases instructivas para enseñar a las mujeres técnicas de autoplacer. Dodson se convirtió en una activista del movimiento sex-positive a finales de la década de 1960.  Recomendaba a las mujeres que se pusieran una toalla pequeña sobre los órganos sexuales para amortiguar la sensación del vibrador y prolongar la experiencia placentera. Su técnica se conoció como el método Betty Dodson. Sus sesiones se conocían como talleres Bodysex y consistían en 15 mujeres desnudas en posición supina, cada una de las cuales utilizaba simultáneamente un Magic Wand para ayudarse en la masturbación. Dodson proporcionó un Magic Wand a cada mujer para estas sesiones de masturbación de dos horas. Dodson enseñó a miles de mujeres a alcanzar el orgasmo utilizando esta técnica.
Dell Williams, fundadora del primer negocio feminista de juguetes sexuales en Estados Unidos, Eve's Garden, se inspiró para lanzar su tienda después de utilizar un Magic Wand como alumna del curso de Dodson a principios de los años 70. Williams dijo que el Magic Wand era su juguete sexual favorito por su fiabilidad y su potencia a la hora de proporcionar placer al clítoris.  En 1974, Dodson recomendó el dispositivo en su libro Liberating Masturbation (La masturbación liberadora). En 1975, en sus demostraciones, sustituyó el Panabrator de Panasonic por el Magic Wand. En 1977, Dodson recomendó el dispositivo a Dian Hanson, ex editora de las revistas masculinas Leg Show y Juggs. Hanson recordó su experiencia inicial tras recibir la recomendación de Dodson. Hanson dijo que le indicaron que comprara la Varita Mágica, pero le aconsejaron que tuviera cuidado con su influencia emocional y física, ya que podría tener propiedades que podrían crear dependencia. Observó que, en comparación con su anterior vibrador que funcionaba con dos pilas D, el Magic Wand era mucho más eficaz.
El Magic Wand ha sido un éxito de ventas en la tienda erótica Good Vibrations desde su apertura en 1977. La tienda comercializó el Magic Wand entre las mujeres como un medio eficaz para estimular el clítoris. El dispositivo se convirtió en un éxito de ventas duradero en las tiendas de juguetes sexuales para adultos de Estados Unidos. Entre las mujeres se le conoce coloquialmente como «Big Buzzy», y también se le conoce simplemente como "El Hitachi". Durante la década de 1980, el dispositivo se anunciaba en las últimas páginas de la revista Mother Jones. Se hizo popular entre las mujeres y apareció en la portada del libro Good Vibrations: The New Complete Guide to Vibrators (1976), de Joani Blank El Magic Wand aparece en las portadas de las ediciones de 1989 y 1998 del libro. En 1992, con motivo del 15º aniversario de la apertura de Good Vibrations, los gerentes del sex-shop mandaron fabricar bombones con la forma del Magic Wand.  El personal de ventas de la sede central de la empresa Hitachi contribuyó económicamente a la creación de los bombones con la forma de su masajeador. Los ejecutivos de Hitachi compraron además 500 bombones con la forma del masajeador, que se repartieron en la conferencia de ventas de la empresa de ese año.
En 1995, Good Vibes Gazette realizó una encuesta entre los clientes de las tiendas de juguetes sexuales y les pidió que clasificaran sus opiniones sobre los juguetes sexuales. El Magic Wand fue identificada como sobresaliente. El libro de 1995 sobre censura Forbidden Passages: Writings Banned in Canada, que incluía obras confiscadas por las autoridades canadienses por ser «obscenas», incluía una contribución que implicaba a una mujer que utilizaba un Magic Wand para aliviar el dolor. En 1997, el Magic Wand fue el artículo de regalo navideño más vendido en la tienda Good Vibrations de Berkeley, California. Según la revista Out, el Magic Wand fue el juguete sexual más vendido de 1998. Chatelaine recibió críticas del Alberta Report en 1999 por informar sobre la creciente popularidad del Magic Wand y otros juguetes sexuales entre las mujeres. En 1999, el Magic Wand se promocionó entre los consumidores como un dispositivo "masajeador personal". The Village Voice informó en 1999 de que la empresa comercializaba el dispositivo como "Hitachi Magic Wand Masajeador eléctrico doméstico". Según el artículo de The Village Voice , el dispositivo había sobrevivido a la competencia de inventos posteriores de otras empresas y seguía siendo un éxito de ventas. Cuando The Village Voice se puso en contacto con él en 1999, el director de relaciones públicas de Hitachi, Gerry Corbett, hizo hincapié en la intención original de su producto: «Claramente, [el Magic Wand] es un producto sencillo. No hay implicaciones que vayan más allá del uso sanitario estándar.

### Distribución de Vibratex
En el año 2000, Hitachi entró en conflicto con Appliance Corporation of America, el distribuidor estadounidense de sus productos, incluido el Magic Wand. Dejó de venderse brevemente en Estados Unidos. En junio de 2000, Hitachi llegó a un acuerdo con la empresa distribuidora de juguetes sexuales Vibratex para vender el dispositivo en EE. UU. Las versiones actualizadas de Vibratex, como la batería recargable HV-270, siguieron estando disponibles en 2024.  El urólogo y especialista en disfunciones sexuales Jed Kaminetsky declaró a The New York Observer en 2000 que el Magic Wand tenía una reputación reconocida. Afirmó que recomendaba el dispositivo a pacientes femeninas con dificultades para alcanzar el orgasmo para utilizarlo en la masturbación. Kaminetsky observó que el Magic Wand proporcionaba un modo de masturbación extremadamente exitoso y se encontraba entre los vibradores preeminentes disponibles.

«Está claro que el Magic Wand es un producto sencillo. No hay implicaciones de nada más allá del uso sanitario estándar».
-Director de Relaciones Públicas de Hitachi (1999)

El concepto de utilizar un masajeador de cuello para un fin distinto al declarado se popularizó en 2002 en un episodio de la serie de televisión Sexo en Nueva York, «Condición crítica». El personaje de Samantha Jones va a Sharper Image a comprar un vibrador, pero el personal de la tienda le dice que es un masajeador de cuello. Poco después de la emisión del episodio, el Magic Wand se agotó. La periodista Naomi Wolf escribió en The Sunday Times que, mientras investigaba un artículo sobre el catálogo de juguetes sexuales para mujeres Good Vibrations, le informaron de que el Magic Wand se había agotado debido a su aparición en Sexo en Nueva York. Anteriormente, el vibrador Rabbit había experimentado un aumento de las ventas, después de que se popularizara de forma similar en el programa en 1998. Según una contribución a Best Sex Writing 2013 de Andy Isaacson, estas apariciones de juguetes sexuales en Sexo en Nueva York revolucionaron la forma en que se percibían culturalmente en Estados Unidos. The Times señaló que el Magic Wand era relativamente nueva en el mercado del Reino Unido, donde empezó a comercializarse en 2004. El Magic Wand fue el número siete de los diez masajeadores de mano más vendidos en Amazon.com. Faye Flam escribiendo para Knight Ridder Newspapers informó en 2006 que el Magic Wand estaba exento de las leyes anti-vibrador en Alabama, Georgia y Texas, ya que no parecía ser un objeto fálico. En 2006 el dispositivo fue uno de los más vendidos ayudas masturbación en el mercado.
En los créditos finales de la película Hysteria (2011), de la directora Tanya Wexler, aparecía el Magic Wand en un montaje que mostraba la evolución del vibrador. En agosto de 2012, el cineasta estadounidense Clayton Cubitt utilizó el Magic Wand en una exposición de videoarte titulada Hysterical Literature (Literatura histérica).  El proyecto cinematográfico mostraba a mujeres sentadas en una silla narrando una obra literaria mientras eran estimuladas por el Magic Wand. Cada vídeo termina con el orgasmo de la mujer. Chuck Shepherd, que escribió para The McClatchy Company, lo calificó de «¡Gran arte!».

### Cambio de marca

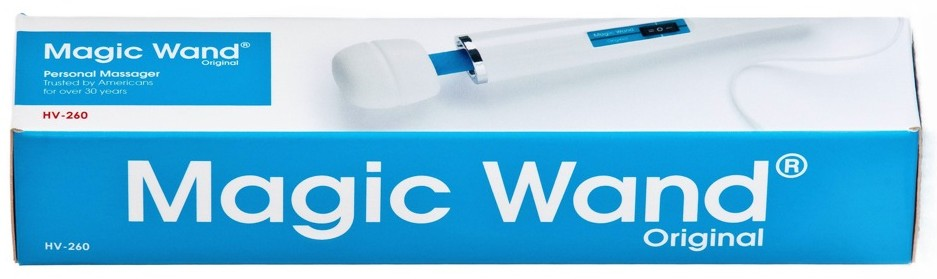
El dispositivo fue rebautizado como «Magic Wand Original» después de que Hitachi retirara su nombre de la comercialización en 2013.

Debido a su preocupación por tener su marca de tecnología notable unido a un juguete sexual popular, Hitachi decidió cesar la producción del Magic Wand en 2013. El director de operaciones de Vibratex, Eddie Romero, dijo a Engadget que Hitachi es una empresa extremadamente formal y se sentía incómoda al ser asociada con la ayuda de masturbación más vendida. Vibratex convenció a Hitachi para que siguiera fabricando el dispositivo, le cambiara el nombre a «Original Magic Wand», utilizara materiales más ligeros y duraderos, y omitiera cualquier referencia a Hitachi. El dispositivo con el nuevo nombre volvió al mercado el 25 de junio de 2013, con una ingeniería mejorada y un diseño gráfico modificado en la caja que lo acompañaba. Good Vibrations lo vendió como «Original Magic Wand Vibrator».
En enero de 2014, el nombre del dispositivo era «Magic Wand Original» según Shape Magazine, con información proporcionada en el sitio web asociado magicwandoriginal.com. Hitachi no comercializó el dispositivo con fines sexuales hasta hace poco, a partir de octubre de 2016, pero todavía sólo se refiere a uno de sus usos como un masajeador «íntimo». Betty Dodson dijo a Engadget en 2014 que el dispositivo seguía siendo su vibrador preferido.  El 5 de mayo de 2014, el dispositivo fue presentado en un segmento de comedia del programa de televisión Louie en FX. En 2014, 250,000 Magic Wands fueron vendidos en los Estados Unidos por Vibratex. En noviembre de 2014, la profesora asistente de obstetricia y ginecología de la Escuela de Medicina de Stanford, Leah Millheiser, recomendó el Magic Wand. Ella comentó a Yahoo! Health que era eficaz para ayudar a las mujeres con el orgasmo después de la menopausia, y mejorar la capacidad sexual y la autoestima.

### Ampliaciones
En el año 2015 salió a la venta la Magic Wand Rechargeable, una versión con batería recargable. Tiene cuatro niveles de potencia, el más alto de los cuales fue 6300 RPM, que es más alto que el original de 6000 RPM, así como cuatro patrones de vibración, y una cabeza de silicona suave. Ha sido ampliamente elogiado desde su debut.  En 2019, se lanzó el Magic Wand Plus, que, al igual que el original, debe enchufarse, pero tiene los mismos niveles de potencia de vibración que el recargable. La disposición de los botones es ligeramente diferente, con botones separados para aumentar y disminuir el nivel de potencia, en lugar de pasar por todos con un solo botón. En 2022, se lanzó la Magic Wand Mini, con tres niveles de potencia de hasta 6000 RPM, la misma disposición de botones que la Plus, y un tamaño mucho más compacto. En 2023, Vibratex introdujo la Magic Wand Micro, una varita de 4 pulgadas de tamaño con 3 ajustes de intensidad y 4 patrones con vibraciones de hasta 6300 RPM. El diseño interno de la Magic Wand Micro se puede ver en el sitio web del dispositivo.

## Investigación académica

### Uso sexual

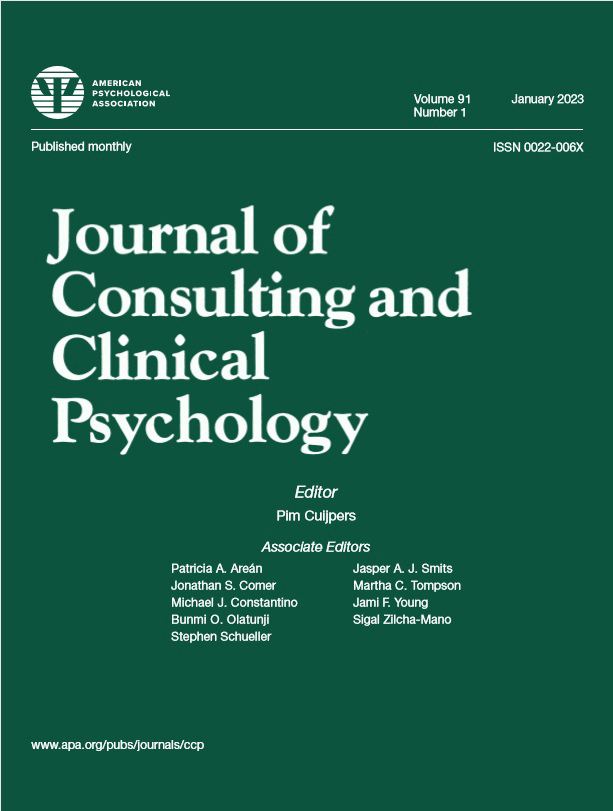
La Revista de Psicología Clínica y de la Consulta publicó un primer estudio en el que se utilizaba el Magic Wand durante el tratamiento para ayudar a las mujeres a alcanzar el orgasmo.

Muchos académicos han debatido el uso del Magic Wand para tratar la anorgasmia crónica -un tipo de disfunción sexual en la que una persona no puede alcanzar el orgasmo- y otros problemas sexuales, incluido el trastorno de la excitación sexual femenina. Un estudio publicado en 1979 en el Journal of Consulting and Clinical Psychology analizó el entrenamiento de mujeres en técnicas de automasturbación en una muestra de individuos que previamente tenían dificultades para experimentar el orgasmo. Los investigadores dieron a las mujeres el Magic Wand para ayudar a excitar el clítoris y aumentar la probabilidad de que experimentaran un orgasmo. Descubrieron que el tratamiento autoadministrado con el Magic Wand era la opción más eficaz para abordar los problemas previos para alcanzar el orgasmo.

El Scientific World Journal publicó una investigación en la que se descubrió que más del 93% de un grupo de 500 mujeres con anorgasmia crónica podían alcanzar el orgasmo utilizando el Magic Wand y el Método Betty Dodson.

En 2008, The Scientific World Journal publicó una investigación en la que se instruyó a mujeres con problemas de larga duración para alcanzar el orgasmo utilizando documentación de Betty Dodson. Afirmaron que el gran cabezal del Magic Wand creaba eficazmente una sensación vibratoria en la zona del clítoris y la vulva sin molestias superficiales. Su investigación demostró que más del 93% de un grupo de 500 mujeres crónicamente anorgásmicas podían alcanzar el orgasmo utilizando el Magic Wand y el Método Betty Dodson. La investigación del Scientific World Journal se discutió posteriormente en una revisión de la literatura publicada en 2010 por The Journal of Sexual Medicine. Bat Sheva Marcus publicó un artículo en 2011 en The Journal of Sexual Medicine después de introducir a las mujeres al Magic Wand como una forma de aumentar los niveles de experiencia sexual de sus sujetos y evaluar los cambios en sus expectativas sexuales.
En su obra Pleasure Able: Sexual Device Manual for Persons with Disabilities, las autoras Kate Naphtali y Edith MacHattie, de la Disabilities Health Research Network, bajo la supervisión de los doctores Andrei Krassioukov y Stacy L Elliott, recomendaban el uso del Magic Wand en la actividad sexual de las personas con discapacidad. Los autores señalaron que la persona que sostiene el dispositivo debe ser capaz de mantener un agarre amplio y activo durante todo el proceso. Escribían que el Magic Wand era útil para personas discapacitadas con una fuerza limitada en las extremidades superiores o un uso limitado de las manos. También afirmaron que era adecuada para personas con movilidad reducida en las extremidades superiores.
En un artículo del año 2011 para la Conferencia sobre Factores Humanos en Sistemas Informáticos, las autoras Anna Eaglin y Shaowen Bardzell analizaron el Magic Wand en el contexto de los dispositivos utilizados en el comportamiento sexual que no fueron creados originalmente para ese fin. Un estudio de 2012 publicado en la revista Sexual and Relationship Therapy evaluó siete vibradores para su uso en terapia clínica con fines de estimulación sexual. Descubrieron que el Magic Wand mostraba un alto grado de movimiento y oscilación. Los investigadores sugirieron que sus datos podrían ser utilizados por los terapeutas para seleccionar el vibrador óptimo que pudiera ofrecer tanto eficacia como sensibilidad a sus clientes.

### Analgesia vibratoria
En su libro del año 2002 Myofascial Pain and Fibromyalgia: Trigger Point Management, el cirujano ortopédico Edward S. Rachlin y la fisioterapeuta Isabel Rachlin recomendaron el uso del Magic Wand para el autotratamiento de pacientes con mialgia. Escriben que el uso continuado del Magic Wand en los puntos gatillo miofasciales o en las zonas musculares tensas puede reducir las molestias que sienten los pacientes. Rachlin y Rachlin sugirieron que dicho tratamiento podría realizarse en la propia residencia fuera de un entorno clínico.
En un artículo publicado en 2004 en Dermatology Online Journal, los autores informaron sobre el uso del Magic Wand para ayudar a aliviar el dolor antes de las técnicas cosméticas y dermatológicas realizadas por los médicos. Los autores describieron el uso del dispositivo para disminuir las molestias antes de los procedimientos, incluido el complemento de la anestesia con la inyección de acetónido de triamcinolona en el pliegue ungueal proximal para la psoriasis, la disminución de las molestias durante una inyección de Restylane en el pliegue nasolabial, la facilitación de un tratamiento facial con luz pulsada intensa (IPL) mediante la reducción del dolor durante el procedimiento, y durante todo el tratamiento de la hiperhidrosis axilar con toxina botulínica. Recomendaron el uso del dispositivo con el accesorio «Wonder Wand» para proporcionar vibración a una superficie reducida del paciente. El investigador principal, Kevin C. Smith, explicó a Skin & Allergy News que las vibraciones, cuando se administran en la zona de la mandíbula del paciente, pueden aliviar las molestias al anular la sensación de dolor que se envía a través del sistema sensorial. Smith y Francisco Pérez-Atamoros explicaron con más detalle el uso del Magic Wand en el capítulo 7 «Otros usos dermatológicos de la toxina botulínica» del libro recopilatorio de 2006 Botulinum Toxin in Clinical Dermatology (Toxina botulínica en dermatología clínica). Destacaron los usos beneficiosos de la varita mágica con el accesorio «Wonder Wand» y mostraron cómo sus vibraciones pueden reducir el dolor si se administran justo antes de una inyección de Restylane a una distancia de 1 a 2 cm del lugar de la inyección.
Los autores Lisa R. Baba, Jacqueline M. McGrath y Jiexin Liu examinaron el uso de la administración de vibraciones a los bebés para mitigar el dolor durante los procedimientos neonatales de punción del talón en un artículo de 2010 para el Journal of Perinatal & Neonatal Nursing. El tamaño de la muestra incluyó 20 bebés de 35 semanas o más, y realizaron un seguimiento de los niveles de dolor de los sujetos en la Escala de Dolor Infantil/Neonatal mientras se administraba vibración mecánica para aliviar las molestias de un procedimiento de punción del talón. La vibración se administró utilizando el Magic Wand, que compraron a través de Vibratex. Pusieron el Magic Wand en la posición más alta y la colocaron en el talón del niño durante cinco segundos antes de realizar el procedimiento del pinchazo en el talón. Sus resultados mostraron que las sensaciones de oscilación administradas a los recién nacidos que anteriormente habían sufrido molestias por los pinchazos en el talón podían proporcionar cierto alivio. Escribieron que estaba indicado realizar investigaciones adicionales en forma de ensayo clínico aleatorizado con una muestra de recién nacidos de mayor tamaño.

### Propiocepción y vértigo
Ely Rabin y Andrew M. Gordon informaron en 2004 en la revista Journal of Applied Physiology sobre su uso del Magic Wand para crear vibraciones en el bíceps braquial izquierdo con el fin de estudiar las señales de propiocepción en humanos relacionadas con el contacto de la yema del dedo sobre superficies. Rabin y Gordon continuaron su investigación en 2006 con un artículo posterior publicado en la revista Experimental Brain Research. Escribían que la extensión de los músculos y las pistas sensoriales trabajaban juntas para proporcionar una percepción regional de la extremidad superior del paciente en un área localizada. Rabin y Gordon escribieron posteriormente un artículo en 2010 con autores adicionales en Neuroscience Letters y ampliaron la investigación incorporando el uso del Magic Wand para estimular el bíceps braquial. Midieron la capacidad propioceptiva de personas que sufrían la enfermedad de Parkinson (EP) mientras los músculos del bíceps de sus sujetos eran estimulados con el vibrador. En 2007, los investigadores publicaron un artículo en la revista Gait & Posture sobre el uso del Magic Wand para ayudar a medir el equilibrio y el balanceo postural. Mientras probaban el equilibrio de los sujetos con vibraciones simultáneas, los investigadores colocaron un Magic Wand en cada pierna.
En un artículo de 2011 para el International Journal of Otolaryngology, Jeremy Hornibrook analizó el trastorno del oído interno vértigo posicional paroxístico benigno (VPPB). El VPPB es la causa más común de vértigo, un problema atribuido a una otoconia desprendida en uno de los canales semicirculares. Hornibrook recomendó un tratamiento de reposicionamiento para los pacientes con VPPB de la localización del canal posterior. Escribió que el procedimiento que se realizaba con más frecuencia para este fin era una versión ligeramente transformada de la maniobra de Epley, y posteriormente recomendó realizar una prueba de Dix-Hallpike para evaluar el estado del VPPB. Si dicha prueba era positiva, Hornibrook recomendaba utilizar el Magic Wand para administrar vibraciones en la zona de la apófisis mastoides.

## Recepción

### Comentarios
El Magic Wand recibió el apodo de «el Cadillac de los vibradores» de la tienda erótica Good Vibrations. Las fundadoras de la tienda erótica Babeland, Rachel Venning y Claire Cavanah, calificaron el masajeador como el Rolls-Royce de los vibradores en su libro de 2003 Sex Toys 101; los autores Anne Hooper y Philip Hodson, y el médico Michael L. Krychman se hicieron eco de esta caracterización. Krychman. Venning y Cavanah observaron que el dispositivo aliviaba las molestias de los dolores menstruales. Recomendaron el Magic Wand a las nuevas usuarias de vibradores que pedían una sugerencia para un dispositivo de iniciación. Cavanah observó que el Magic Wand era único entre los vibradores por su éxito a través del marketing boca a boca.
La escritora feminista Susie Bright calificó el Magic Wand como uno de sus dos vibradores favoritos, y dijo que era un milagro que el dispositivo fuera capaz de provocar un orgasmo en menos de sesenta segundos. Bright escribió sobre su experiencia utilizando el Magic Wand para aliviar las molestias durante el parto. La escritora Kathy Shaidle escribió que el masajeador es capaz de provocar orgasmos múltiples a las mujeres. La socióloga, sexóloga y feminista Carol Queen criticó la huella de carbono del Magic Wand porque se importaba de Japón, y alabó sus cualidades ecológicas, como la ausencia de pilas y su durabilidad en comparación con otros vibradores.
La terapeuta sexual Ruth Westheimer dijo que el dispositivo era el preferido por las mujeres que preferían los vibradores eléctricos con cable. La terapeuta y educadora sexual Laura Berman recomendó el dispositivo en muchos artículos para el Chicago Sun-Times, tanto para mujeres que nunca habían experimentado un orgasmo como para las que tenían dificultades para excitarse.  La sexóloga Gloria Brame escribió en su libro The Truth about Sex, a Sex Primer for the 21st Century que el Magic Wand era uno de los dispositivos de masturbación comercializados con más éxito, y afirmó que era popular debido a su naturaleza no penetrante.  La terapeuta sexual australiana Bettina Arndt informó de que una pareja con la que mantuvo correspondencia había tenido éxito utilizando el Magic Wand mientras mantenían relaciones sexuales. La médica y columnista sexual Hilda Hutcherson recomendó el Magic Wand en su libro Pleasure, y sugirió que las mujeres podían colocarse un paño suave sobre la vulva si lo consideraban necesario para disminuir la intensidad de la descarga del dispositivo. La revista Cosmopolitan informó de que el Magic Wand era el vibrador más sugerido por los terapeutas sexuales.
Paula Kamen, autora de Her Way: Young Women Remake the Sexual Revolution, situó la creciente popularidad del Magic Wand como un factor influyente en la revolución sexual que tuvo lugar hacia finales del siglo XX.  Cathy Winks y Anne Semans, coautoras de The Good Vibrations Guide to Sex, recomendaron el uso del Magic Wand  tanto durante los preliminares como durante el coito y señalaron que las parejas podían sentir placer a través del dispositivo juntas al mismo tiempo. Wendy Caster escribió en la edición de 2003 de The Lesbian Sex Book que las lesbianas han disfrutado utilizando el Magic Wand debido a su capacidad para concentrar una potente vibración en el clítoris.
Mobile Magazine anunció en su número de julio de 2005 que los lectores habían votado al Magic Wand como "el artilugio N.º 1 de todos los tiempos". El Magic Wand ganó a pesar de estar incluida en la categoría que incluía el iPod, el teléfono y el cepillo de dientes. En 2006, Melinda Gallagher y Emily Kramer, fundadoras de la empresa de entretenimiento femenino CAKE, concedieron al dispositivo el premio al mejor vibrador en su libro A Piece of Cake. Muchas publicaciones han llamado al Magic Wand la madre de todos los vibradores, entre ellas: The Hot Woman's Handbook, Clean Sheets, the Valley Advocate, y Cosmopolitan Magazine. Gallagher y Kramer escribieron que el dispositivo era eficaz para proporcionar al clítoris y a la vulva intensas sensaciones de oscilación.

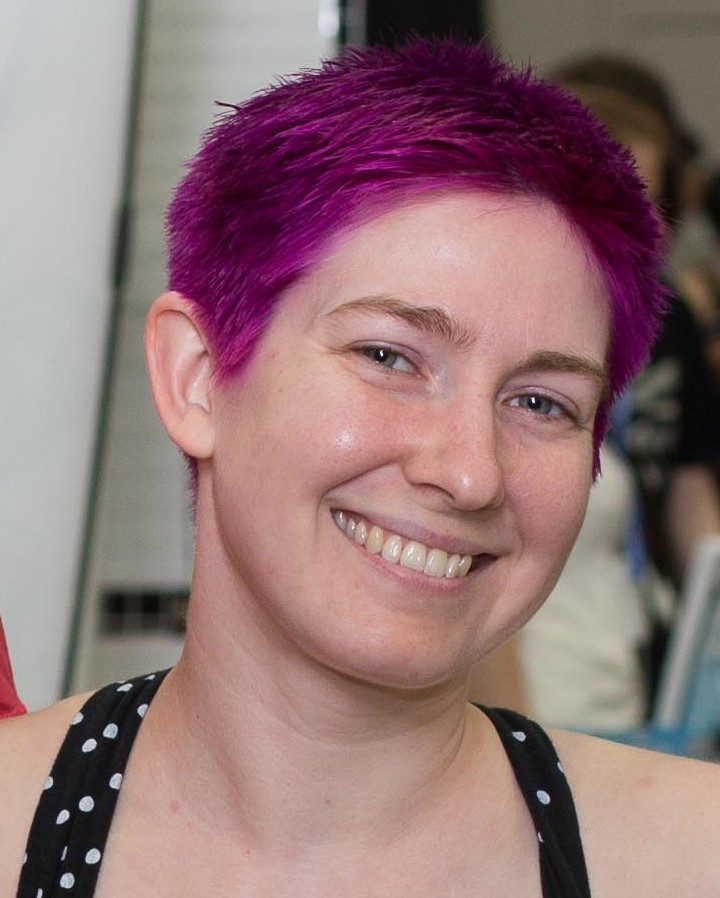
La dibujante de cómics Erika Moen dedicó la primera pieza de su webcómic Oh Joy, Sex Toy al Hitachi Magic Wand.

En un artículo publicado en el Star Tribune, Alexis McKinnis recomendó el dispositivo a una mujer que tuviera dificultades para alcanzar el orgasmo. Escribió que durante treinta años multitud de mujeres habían encontrado en él una forma segura de alcanzar el orgasmo. McKinnis volvió a recomendar el Magic Wand en una columna posterior como regalo de San Valentín, y escribió que tenía poca competencia debido a su construcción básica, eficacia, intensidad y fiabilidad. El autor Robert J. Rubel escribió que el dispositivo era uno de los vibradores más solicitados en Estados Unidos.  Rubel afirmó que aproximadamente el noventa por ciento de las mujeres son capaces de alcanzar el orgasmo con el Magic Wand. Un grupo de usuarios organizado por Good Housekeeping probó el Magic Wand para aliviar las molestias lumbares y no quedó impresionado con los resultados. Self Magazine observó en 2010 que la apreciación del dispositivo se había convertido en un fenómeno cultural.
Rachel Kramer Bussel elogió el dispositivo en un artículo de 2011 para SexIs Magazine titulado: «10 razones por las que el Magic Wand de Hitachi es mi vibrador favorito. Compuso su artículo en forma de oda a su juguete favorito.  Sus razones para seleccionar el dispositivo como su favorito incluyen su poder, la velocidad que le lleva a un estado de mayor excitación, su falta de necesidad de baterías, su entrega de intensas sensaciones del clítoris, y su asequibilidad. Yana Tallon-Hicks describió el dispositivo en un artículo de 2011 para el Valley Advocate, y escribió que era muy eficaz en llevar a las mujeres al orgasmo. Comparó su intensidad con la de un camión Mack. Valley Advocate recomendó el Magic Wand en un artículo de 2012 para parejas con sobrepeso durante las relaciones sexuales debido a su mango más largo. Ashleigh Corbeil escribió en su libro sobre cómo lograr un orgasmo simultáneo para dos parejas que, debido a su longitud, el Magic Wand se podía utilizar durante el coito al estilo perrito; e Hilda Hutcherson aconsejó de manera similar el uso del masajeador en esta posición sexual.
La dibujante de cómics Erika Moen dedicó la primera pieza de su nueva serie de cómics Oh Joy, Sex Toy a «The Hitachi Magic Wand» en abril de 2013. Su trabajo fue sindicado por Bitch Media, y recibió elogios en una reseña de The Daily Beast. En un artículo de 2013 para Express Milwaukee, Laura Anne Stuart dijo que puede ser el único dispositivo para algunas mujeres que les ayude a alcanzar el orgasmo, mientras que otras mujeres pueden optar por usarlo para encontrar un camino simple y rápido hacia el placer. Ella elogió su construcción bien hecha y su durabilidad. El Magic Wand de Vibratex ganó el premio al «Juguete Sexual Favorito para Mujeres» en octubre de 2013 en The Sex Awards en California.  Valorado por los usuarios por su durabilidad y fiabilidad de larga duración, el dispositivo ha cosechado atributos como «el juguete sexual más reconocible de la Tierra» de Engadget. En 2014, la revista Women's Health presentó el dispositivo en un artículo titulado «La guía definitiva de juguetes sexuales», donde se recomendaba su uso con dos parejas.

### Premios
| Año  | Premio                                            | Producto                   | Organización    | Resultado | Referencias             |
| ---- | ------------------------------------------------- | -------------------------- | --------------- | --------- | ----------------------- |
| 2005 | Nº 1 de los mejores aparatos de todos los tiempos | Hitachi Magic Wand         | Mobile Magazine | Ganador   | [ 11 ]                  |
| 2006 | Premio al mejor vibrador                          | The Hitachi Magic Wand     | A Piece of Cake | Ganador   | [ 114 ]                 |
| 2013 | Juguete sexual favorito de las mujeres            | The Magic Wand de Vibratex | The Sex Awards  | Ganador   | [ 124 ] [ 125 ] [ 126 ] |

## Lectura adicional
- McMullen, S; RC Rosen (October 1979). «Self-administered masturbation training in the treatment of primary orgasmic dysfunction». Journal of Consulting and Clinical Psychology 47 (5): 912-918. PMID 574521. doi:10.1037/0022-006x.47.5.912.
- Prause, Nicole; Roberts, Verena; Legarretta, Margaret; Rigney Cox, Liva M. (February 2012). «Clinical and research concerns with vibratory stimulation: a review and pilot study of common stimulation devices». Sexual and Relationship Therapy 27 (1): 17-34. ISSN 1468-1994. OCLC 45007351. S2CID 145710194. doi:10.1080/14681994.2012.660141 – via EBSCO Information Services.
- Struck, Pia; Søren Ventegodt (2008). «Research Article: Clinical Holistic Medicine: Teaching Orgasm for Females with Chronic Anorgasmia using the Betty Dodson Method». The Scientific World Journal 8: 883-895. PMC 5848654. PMID 18836654.
- Stuart, Laura Anne (19 de abril de 2013). «The Rebirth of the Magic Wand». Express Milwaukee. Archivado desde el original el 23 de abril de 2013. Consultado el 6 de mayo de 2013.
- Trout, Christopher (28 de agosto de 2014). «The 46-year-old sex toy Hitachi won't talk about». Engadget. Archivado desde el original el 27 de agosto de 2014. Consultado el 30 de agosto de 2014.